# Naoko Ogigami
Naoko Ogigami,  (荻上 直子?, Ogigami Naoko) (Chiba, 15 febbraio 1972), è una regista e sceneggiatrice giapponese.

## Biografia
Nata nel 1972 nella prefettura di Chiba, dopo essersi laureata al Dipartimento di Image Science della Chiba University nel 1994 si trasferisce negli Stati Uniti, per studiare cinema alla University of Southern California. Durante questo periodo lavora anche come assistente di produzione nel corto Thursday Afternoon di Clay Westervelt (1998) e alla fotografia in Spin Cycle Tokyo di C.J. Young (1999) e Among Others di Trac Vu (2000). Dopo aver conseguito la seconda laurea in produzione cinematografica torna in Giappone nel gennaio 2000, iniziando la carriera di filmmaker indipendente.

### Film e tematiche
Nel 2001 il cortometraggio Hoshino-kun Yumeno-kun vince tre premi al PIA Film Festival di Tokyo, dopodiché Naoko lavora con piccole società di produzione per il mercato degli adolescenti. Tematicamente, i suoi film vengono etichettati come "iyashi-kei eiga", o "film che forniscono guarigione emotiva". I suoi primi film presentano spesso personaggi che da uno stato di noia o insoddisfazione raggiungono l'accettazione personale e la pace emotiva attraverso la realizzazione o la "guarigione". Le opere di Ogigami sono a volte definite superficialmente "atmosferiche e ambientali", con un'enfasi sulla componente visiva a scapito della profondità narrativa.
Altri ritengono i suoi film più sfumati e complessi, come i primi due lungometraggi dopo la vittoria al PIAFF: Yoshino's Barber Shop del 2004 e Koi wa go-shichi-go! del 2005. Il primo è una commedia ma anche un commento su antiche tradizioni culturali e temi di identità nazionale, il secondo una parodia dei seishun eiga, letteralmente "film di gioventù", film commerciali incentrati sui problemi dei giovani, in cui la regista porta il genere al suo estremo enfatizzando gli stereotipi.
Dopo Koi wa go-shichi-go!, Naoko Ogigami inizia a collaborare con la Paradise Café, una giovane società con esperienza nella produzione televisiva e nella pubblicità, con cui realizza film come la commedia ambientata in Finlandia Kamome Diner (2006), Glasses (2007), proiettato al Sundance e al Festival di Berlino, dove si è aggiudicato il Premio Manfred Salzgeber, e Close-Knit (2017), premiato a Berlino, Madrid, Lisbona e Tel Aviv.

## Filmografia
- Ayako (1999) - Cortometraggio
- Hoshino-kun Yumeno-kun (2001) - Cortometraggio
- Barber Yoshino (2004)
- Koi wa go-shichi-go! (2005)
- Kamome shokudō (2006)
- Megane (2007)
- Toiretto (2010)
- Rentaneko (2012)
- Karera ga honki de amu toki wa (2017)

## Riconoscimenti
- 2001
  - PIA Film Festival
Scholarship Award per Hoshino-kun Yumeno-kun
Migliori musiche per Hoshino-kun Yumeno-kun
Premio del pubblico per Hoshino-kun Yumeno-kun

- 2004
  - Festival internazionale del cinema di Berlino
Grand Prix per il miglior film, menzione speciale (sez. Kinderfilmfest/14plus) per Yoshino's Barber Shop

- 2008
  - Festival internazionale del cinema di Berlino
Premio Manfred Salzgeber per Glasses
  - Sundance Film Festival
Nomination Premio della giuria: World Cinema Dramatic per Glasses

- 2012
  - Films from the South
Nomination Miglior film per Rent-a-Cat

- 2017
  - Festival internazionale del cinema di Berlino
Teddy Award, premio della giuria per Close-Knit
Nomination Premio del pubblico per il miglior film (sez. Panorama) per Close-Knit
  - LesGaiCineMad
Premio della giuria per il miglior film per Close-Knit
  - Queer Lisboa – Lisbon Gay & Lesbian Film Festival
Premio del pubblico per il miglior lungometraggio per Close-Knit
  - Tel Aviv International LGBT Film Festival
Premio della giuria per il miglior lungometraggio narrativo per Close-Knit